# Pikaihao bartlei
Pikaihao bartlei — викопний вид пеліканоподібних птахів родини чаплевих (Ardeidae).

## Скам'янілості
Викопні рештки птаха знайдені в долині річки Манугерікія в регіоні Отаго на півдні Нової Зеландії. Було знайдено ліву цівку та лівий коракоїд. Голотип зберігається у Музеї Нової Зеландії Те Папа Тонгарева.

## Назва
Родова назва Pikaihao походить з маорійських слів Pi («пташеня») та Kaihao («рибалка»). Видова назва P. bartlei вшановує Сенді Бартла — куратора орнітологічного відділення Музею Нової Зеландії Те Папа Тонгарева у 1976—2009 роках.